# Kappa (japán folklór)

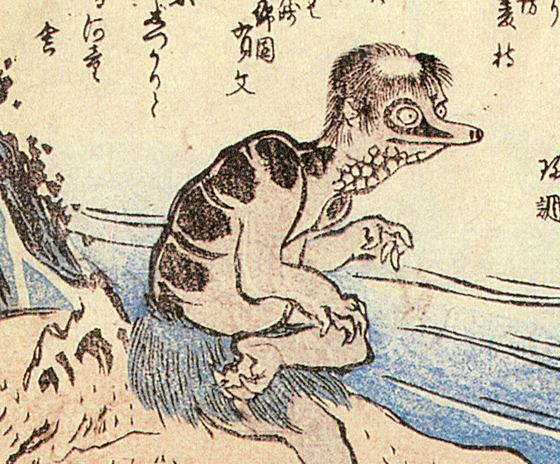

A kappa (河童, 'folyó gyermek') vagy más néven kavataro (川太郎, ’folyó fiú’), vagy kavatora (川虎, ’folyó tigris’)  egy jókai démon vagy vízimanó a japán néphagyomány mondavilágában. Maga a név két szó kombinációjából tevődik össze, az egyik a kava, melynek jelentése folyó, a másik pedig a vappa, ami a varavara vagy varabe „gyermek” jelentésű szó egyik variánsa. A sintó vallásban a szuidzsinek (水神, vízistenek) egyike, egyfajta ideiglenes megjelenésük. Szőrös változatuk a hjószube (ひょうすべ).
Más-más régiókban több mint 80 különböző elnevezés köthető a kappához, például kavappa, gavappa, kógo, mizusi, mizucsi, enkó, kavaszó, szuitengu, és dangame. A tengu és az oni mellett a kappa az egyik legismertebb jókai japánban. Az élőlény név változatai tájegységenként és helyi folklór szerint változnak, de Japán határain kívül legjobban ismert kifejezés a kappa.
Mivel úgy tartják, hogy a kappa a vízbe csalja, és a mélybe rántja az embereket, ezért az ő alakját használva hívták fel a gyerekek figyelmét a folyókban és a tavakban megbúvó veszélyekre.
Úgy vélik, a kappa legenda alapja a japán óriásszalamandra ( japánul: ハンザキ, átírással: hanzaki), amely egy agresszív  szalamandra fajta. Áldozatait erős állkapcsával ragadja meg. Más teóriák szerint a legendát a mára már kihalt Japán folyami vidra ihlette. Mivel az képes a felegyenesedett testtartásra ezért a távolból nézve egy ittas személy könnyedén összetévesztheti egy emberszerű lénnyel.
A legismertebb hely, ahol állítólag kappák élnek az Tóno Kappabucsi vizei, Ivate prefektúrában.  A közeli Dzsóken-dzsi buddhista templom felajánlott egy komainu oroszlánkutya szobrot a kappa tiszteletére, aki a legenda szerint segített eloltani a templomban kiütött tüzet. A kappát Tokió Aszakusza kerületében levő Sógen-dzsi buddhista templomban is tisztelik, ahol a tradíciók szerint egy mumifikált kappa kart őriznek a templom imacsarnokában.

## Megjelenés

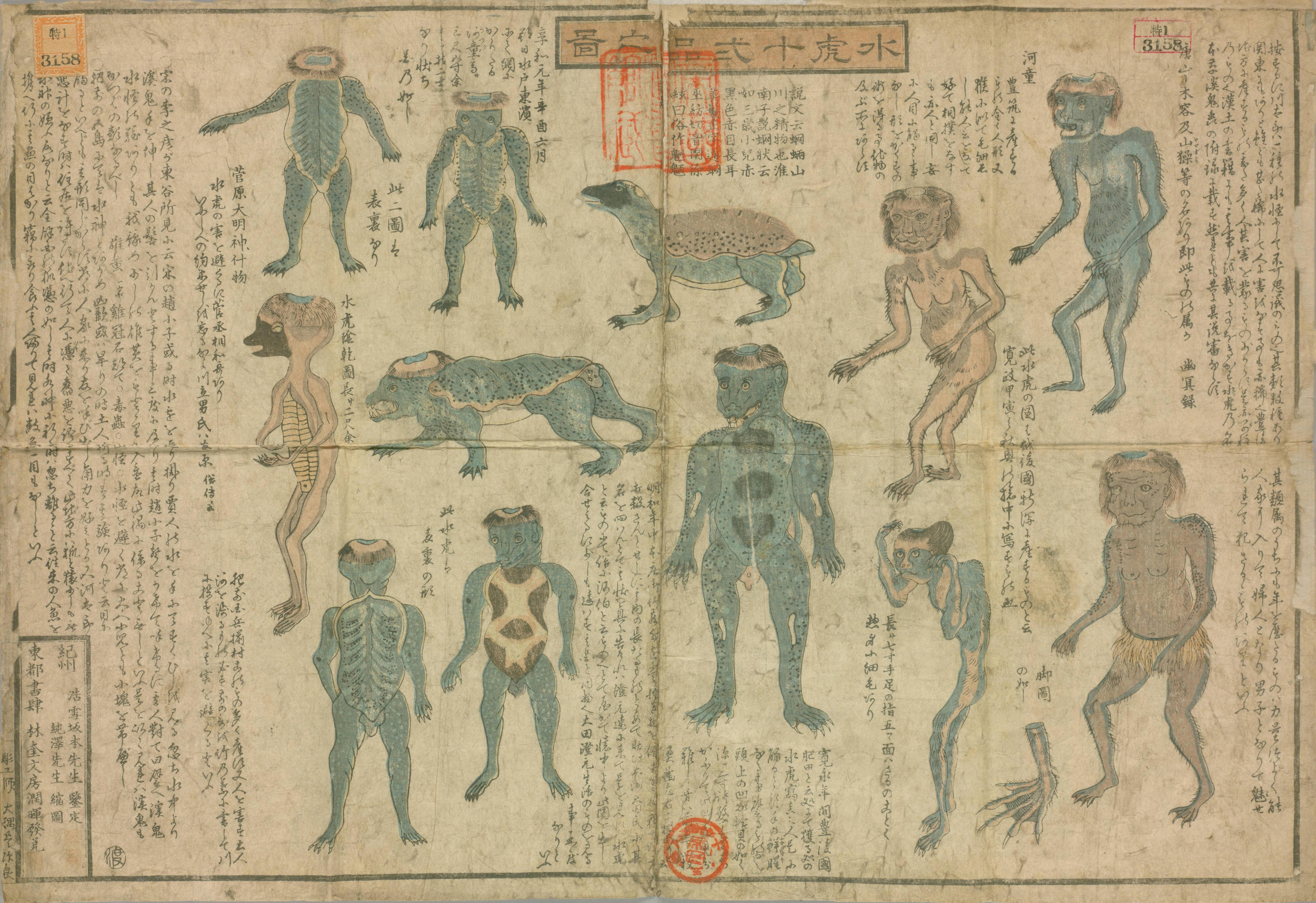

A kappát tipikusan gyermek nagyságú, emberszabású lényként ábrázolják. Hüllőszerű, pikkelyes bőrének színe a zöldtől kezdve a sárgán át egészen a kékig terjed. Feltehetőleg Japán folyóiban és kis tavaiban él. Testi jegyeik, mint például úszóhártyás végtagjaik is a vízi életmódot szolgálják. Testük halszagot áraszt, és úgy is úsznak akár egy hal.
Habár külsejük régióról régióra változik, a legáltalánosabb jellemvonásaik a csőr, a páncél, a tányér (sara), mely a fejük tetején levő kis tálszerű, vízzel teli mélyedés, ami a kappa erejének forrása. Ha szárazföldi tartózkodásuk során a mélyedés kiürül, a kappa azonnal elveszíti erejét, és ha nem töltik vissza a vizet, el is pusztulhat.
Másik jellegzetes vonásuk egyes történetekben, hogy a végtagjaik a törzsükön keresztül összekapcsolódnak és átcsúszhatnak egyik oldalról a másikra. Habár elsősorban vízi élőlények alkalomadtán kimerészkednek a szárazföldre is. Néha a vízzel teli tálkát eltakarják egy kis fém fedővel védelmi célból. Tulajdonképpen a legenda egyes változataiban a kappák a tavaszt és a nyarat a vizekben, az év további napjait pedig a hegyekben töltik, akár a Jama-no-kamik (hegyi istenségek).
Bár a beszámolók szerint Japán szerte mindenütt előfordulnak, Szaga prefektúrában a leggyakoribbak.

## Viselkedés
A kappákat gyakran tekintik csíntalan bajkeverőknek. Tetteik között megtalálhatók olyan ártatlan csínyek, mint például a nők kimonója alá kukucskálás, de lehetnek akár ártó szándékú gonoszságok is, mint emberek és állatok vízbe fojtása, gyerekek elrablása, nők megerőszakolása vagy az emberi hús fogyasztása. Bár a népi hiedelmek vélekedése szerint kedvenc ételük az uborka.
Vízi szörnyekként őket tartják felelősnek a fulladásokért. Úgy tartják, a vízbe csalják az embereket, majd fejlett birkózó képességüket használva lerántják őket a mélybe. Áldozataik vérét megisszák, májukat elfogyasztják vagy erőt nyernek azáltal, hogy kiszívják belőlük a sirikodamát (尻子玉), ami egyfajta mitikus léleklabda a végbélnyílásnál. Néhány japán városban és faluban még napjainkban is táblák figyelmeztetnek a kappák felbukkanására a vizekben.
A kappának nem csak emberek, de állatok is áldozatul esnek, főleg a lovak és a tehenek. A lovat vízbe fojtó kappa motívum Japán szerte fellelhető. Ezekben a történetekben a kappát tetten érik és néha írásos bocsánatkérésre kényszerítik.
A kappák a nők megerőszakolásáról is hírhedtek. Utamaro 18. századi ukijo-e fanyomata örökíti meg a jelenetet, amikor egy kappa erőszakot követ el a víz alatt egy gyöngyhalász nővel szemben. Janagita Kunio Tono Monogatari című művében számos hiedelmet jegyez fel Tono területén olyan nőkről akiket megkörnyékezett és teherbe is ejtett egy kappa. Állítólag utódaik látványa visszataszító volt, és általában eltemették őket.
Úgy hitték a kappával való találkozáskor volt néhány mód a megmenekülésre. Mivel a kappák megszállottan udvariasak, így ha áldozatuk meghajol, viszonozzák a gesztust. Ezáltal a fejük tetején levő víz kiömlik, így mozdulatlanná dermednek mindaddig, míg azt vissza nem töltik annak a folyónak a vízéből, amelyből származnak. Ha ez megtörténik a kappa az örökkévalóságig szolgájává válik. A kappák más módon is rábírhatóak az emberek szolgálatára.  Az illem mély tisztelete nem ad lehetőséget számukra esküik megszegésére. A kappa másik gyengesége a karja, amely könnyen kihúzható a testéből. Ha leválasztják a karjait, a kappa bármilyen szívességet megtesz vagy megosztja tudását azért, hogy visszaszerezze. Egy másik módszer a legyőzésükre a sógi vagy a szumó birkózás: néha kihívja az embereket birkózásra vagy ügyességi versenyre. Ezt a hajlamát kihasználva rászedhető azáltal, hogy kiborul a fején levő víz. A kappa szívesen fogad el kihívásokat is. Egy történet szerint egy földműves lánya kezét a kappának ígérte cserébe azért, hogy öntözze földjét. A lány kieszelt egy próbát: jó pár tökfélét kellett a kappának a víz mélyére süllyesztenie. Mikor a kappa elvesztette a kihívást, visszalépett és a lány megmenekült. Bevált módszerként alkalmazzák elűzésükre a vasat, a szezámot és a gyömbért, mivel irtóznak ezektől.
A kappák nem teljesen ellenségesek az emberekkel szemben. Kíváncsiak az emberi civilizációra, értenek és beszélnek japánul. Akár össze is barátkoznak emberekkel olyan ajándékokért és felajánlásokért cserébe, mint a naszu (japán padlizsán), szoba (japán hajdinatészta), nattó (erjesztett szójabab), de legfőképp az uborka, ami az egyetlen étel, amit a kappák jobban szeretnek az embergyerekeknél. Japánban a szülők néha uborkákra írják gyermekeik nevét, vagy akár sajátjukat is, és bedobják azokba a vizekbe, melyekről úgy tartják, kappák laknak benne, hogy lecsillapítsák a lényeket, és azok engedjék a családot fürdeni. Egyes régiókban szokás szerint uborkát fogyasztottak úszás előtt védelem céljából, máshol azonban ez úgy hitték ez vonzza be a támadásokat. A kappák uborkaszeretete a gasztronómia világában is megjelenik. Ez a kappamaki, ami egy népszerű, uborkával töltött szusi tekercs.
Ha barátainkká tesszük, a kappák számos feladatot végrehajthatnak az emberekért, például segítik a földműveseknek öntözni a földjeiket. Néha friss halat hoznak, ami a jó szerencsét szimbolizálja annak a családnak, amelyik megkapja azt. Kiemelkedően jártasak a gyógyításban is. Egy legenda szerint tőlük származik a csontkovácsolás tudománya. Ezen jótékony cselekedetek következtében néhány sintó szentélyben egy-egy segítőkész kappát imádnak. Fesztiválokat is tartottak a kappák kiengesztelésére a jó terméshozam érdekében. Egyik-másik a mai napig megrendezésre kerül. Gyakran a két napéjegyenlőség idején tartották ezeket, mikor a kappák a folyókból a hegyekbe, illetve vissza költöztek.

## Interkulturális vonatkozások
Ázsiában és Európában is találkozhatunk hasonló hiedelmekkel. A japán néphagyomány teremtménye, a Kappa, Kínában suj-kujként (水鬼), vízi szörnyként vagy vízi majomként ismert és rokonságot mutat a skót kelpie-vel és a skandináv neck-kel. Akár a japán kappa esetében, így a kínai és a skandináv hiedelemben is hírhedtek ezek a szörnyek az emberek és lovak elrablásáról és vízbefojtásáról.  A Fülöp szigetek siyokoya szintén ismert a vízparti gyermekrablásokról.

## Lásd még
- Jókai
- Oni
- Tengu

## Külső hivatkozások
- Gy. Horváth László: Japán kulturális lexikon. Budapest: Corvina. 1999.  ISBN 9631347567
- Mark Schumacher (2004). Kappa – River Imp or Sprite. Utolsó hozzáférés: 2006, március 23.
- Garth Haslam (2000). Kappa Quest 2000. Utolsó hozzáférés: 2006, december 14.
- Kirainet (2007) Kirainet. Utolsó hozzáférés: 2007, május 6.
- Hyakumonogatari.com Lefordított kappa történetek
- Kappa Ismeretlen felfedezők
- Underwater Love (2011)
- The Great Yokai War (2005)
- Summer Days with Coo (2009) Animációs film egy kappával a főszerepben

## Fordítás
- Ez a szócikk részben vagy egészben  a   Kappa (folklore) című angol Wikipédia-szócikk ezen változatának fordításán alapul.  Az eredeti cikk szerkesztőit annak laptörténete sorolja fel. Ez a jelzés csupán a megfogalmazás eredetét és a szerzői jogokat jelzi, nem szolgál a cikkben szereplő információk forrásmegjelöléseként.